# Northfield (Minnesota)
Pour les articles homonymes, voir Northfield.
Northfield est une ville de l'État américain du Minnesota située dans les comtés de Dakota et de Rice. Sa population s’élevait à 17 147 habitants lors du recensement de 2000. La majorité de la ville se trouve sur le comté de Rice, une petite partie s'étend sur le comté de Dakota.